# Upper Austria Ladies Linz 2021
Upper Austria Ladies Linz 2021 byl tenisový turnaj pořádaný jako součást ženského okruhu WTA Tour hraný v TipsArena Linz na krytých dvorcích s tvrdým povrchem DecoTurf. Probíhal mezi 6. až 12. listopadem 2021 v rakouském Linci jako třicátý pátý ročník turnaje.
Turnaj s rozpočtem 225 500 dolarů patřil do kategorie WTA 250. Nejvýše nasazenou hráčkou ve dvouhře se stala dvacátá první tenistka světa Emma Raducanuová z Velké Británie, kterou ve druhém kope vyřadila Číňanka Wang Sin-jü. Jako poslední přímá účastnice do dvouhry nastoupila 101. hráčka žebříčku, Němka Mona Barthelová.
Třetí singlový titul na okruhu WTA Tour vybojovala Američanka Alison Riskeová. Čtyřhru vyhrály Rusky Natela Dzalamidzeová s Kamillou Rachimovovou, které získaly první společnou trofej.

## Rozdělení bodů a finančních odměn

### Rozdělení bodů
| Soutěž  | Soutěž | vítězky | finalistky | semifinalistky | čtvrtfinalistky | 16 v kole | 32 v kole | Q  | Q2 | Q1 |
| ------- | ------ | ------- | ---------- | -------------- | --------------- | --------- | --------- | -- | -- | -- |
| dvouhra | [ 1 ]  | 280     | 180        | 110            | 60              | 30        | 1         | 18 | 12 | 1  |
| čtyřhra | [ 4 ]  | 280     | 180        | 110            | 60              | 1         | —         | —  | —  | —  |

### Finanční odměny
| Soutěž                              | Soutěž      | vítězky  | finalistky | semifinalistky | čtvrtfinalistky | 16 v kole | 32 v kole | Q2      | Q1      |
| ----------------------------------- | ----------- | -------- | ---------- | -------------- | --------------- | --------- | --------- | ------- | ------- |
| dvouhra                             | [ 1 ] [ 5 ] | 23 548 € | 13 224 €   | 8 144 €        | 4 677 €         | 3 556 €   | 2 758 €   | 1 863 € | 1 370 € |
| čtyřhra                             | [ 4 ]       | 8 306 €  | 4 838 €    | 3 064 €        | 1 854 €         | 1 412 €   | —         | —       | —       |
| částka ve čtyřhře je uvedena na pár |             |          |            |                |                 |           |           |         |         |

## Ženská dvouhra

### Nasazení
| Stát                             | Hráčka                   | WTA | Nasazení |
| -------------------------------- | ------------------------ | --- | -------- |
| Spojené království               | Emma Raducanuová         | 21. | 1.       |
| Rumunsko                         | Simona Halepová          | 22. | 2.       |
| USA                              | Danielle Collinsová      | 30  | 3        |
| Rusko                            | Veronika Kuděrmetovová   | 31. | 4.       |
| Rusko                            | Jekatěrina Alexandrovová | 32. | 5.       |
| Rumunsko                         | Sorana Cîrsteaová        | 38. | 6.       |
| Itálie                           | Jasmine Paoliniová       | 51. | 7.       |
| USA                              | Alison Riskeová          | 52. | 8.       |
| Žebříček WTA k 1. listopadu 2021 |                          |     |          |

### Jiné formy účasti
Následující hráčky obdržely divokou kartu do hlavní soutěže:
- Julia Grabherová
- Simona Halepová
- Sinja Krausová
- Emma Raducanuová

Následující hráčka nastoupila pod žebříčkovou ochranou:
- Mona Barthelová

Následující hráčky si zajistily postup do hlavní soutěže v kvalifikaci:
- Kateryna Kozlovová
- Harmony Tanová
- Lesja Curenková
- Wang Sin-jü

Následující hráčka postoupila z kvalifikace jako šťastná poražená:
- Jaqueline Cristianová

### Odhlášení
před zahájením turnaje
- Irina-Camelia Beguová → nahradila ji  Aljaksandra Sasnovičová
- Sorana Cîrsteaová → nahradila ji  Jaqueline Cristianová
- Caroline Garciaová → nahradila ji  Čeng Saj-saj
- Viktorija Golubicová → nahradila ji  Mona Barthelová
- Kaia Kanepiová → nahradila ji  Greet Minnenová
- Marta Kosťuková → nahradila ji  Fiona Ferrová
- Ann Liová → nahradila ji  Clara Burelová
- Petra Martićová → nahradila ji  Kamilla Rachimovová
- Camila Osoriová → nahradila ji  Rebecca Petersonová
- Ajla Tomljanovićová → nahradila ji  Océane Dodinová
- Čang Šuaj → nahradila ji  Dajana Jastremská

## Ženská čtyřhra

### Nasazení
| Stát                                                                         | Hráčka               | Stát        | Hráčka              | WTA  | Nasazení |
| ---------------------------------------------------------------------------- | -------------------- | ----------- | ------------------- | ---- | -------- |
| Německo                                                                      | Julia Lohoffová      | Česko       | Renata Voráčová     | 154. | 1.       |
| Gruzie                                                                       | Oxana Kalašnikovová  | Japonsko    | Miju Katová         | 161. | 2.       |
| Rusko                                                                        | Natela Dzalamidzeová | Rusko       | Kamilla Rachimovová | 171. | 3.       |
| Polsko                                                                       | Alicja Rosolská      | Nový Zéland | Erin Routliffeová   | 175. | 4.       |
| Žebříček WTA k 1. listopadu 2021; číslo je součtem umístění obou členek páru |                      |             |                     |      |          |

### Jiné formy účasti
Následující pár obdržel divokou kartu do hlavní soutěže:
- Julia Grabherová /  Sinja Krausová

Následující páry nastoupily pod žebříčkovou ochranou:
- Mona Barthelová /  Sie Jü-ťie
- Irina Chromačovová /  Lidzija Marozavová

## Přehled finále

### Ženská dvouhra
- Alison Riskeová vs.  Jaqueline Cristianová, 2–6, 6–2, 7–5

### Ženská čtyřhra
- Natela Dzalamidzeová /  Kamilla Rachimovová vs.  Wang Sin-jü /  Čeng Saj-saj, 6–4, 6–2